# 1961년 뉴욕 영화 비평가 협회상
제27회 뉴욕 영화 비평가 협회상은 1961년 영화를 대상으로 하는 시상식이다.

## 수상 및 후보

### 작품상
- 웨스트 사이드 스토리

### 감독상
- 허슬러 - 로버트 로즌 수상

### 여우주연상
- 두 여인 - 소피아 로렌 수상

### 남우주연상
- 뉘른베르크의 재판 - 맥시밀리안 쉘 수상

### 외국영화상
- 달콤한 인생